# Stradbally Woodland Railway
| Stradbally Woodland Railway                                                          | Stradbally Woodland Railway |
| ------------------------------------------------------------------------------------ | --------------------------- |
| Andrew Barclay Dampflok Nr. 2 (später LM44) im neuen Lokschuppen                     |                             |
| Die Diesellok Nippy von F. C. Hibberd (Planet) muss noch von Hand angekurbelt werden |                             |
| Streckenlänge:                                                                       | 0,4 km                      |
| Spurweite:                                                                           | 914 mm (engl. 3-Fuß-Spur)   |
|                                                                                      |                             |

Die Stradbally Woodland Railway ist eine 0,4 km lange eingleisige Schmalspurbahn mit einer Spurweite von 3 Fuß (914 mm)  im Park der Stradbally Hall in Stradbally, County Laois in Irland.

## Lage
Die Bahnlinie verläuft auf dem von einer hohen Mauer umgebenen Parkgelände der Stradbally Hall gleich rechts von dem fernbdienten Eingangstor bei der Feuerwache von Stradbally. Die Bahnlinie ist am Sonntag und Montag von Bank-Holiday-Wochenenden von Ostern bis Oktober in Betrieb, sowie bei besonderen Gelegenheiten. An anderen Tagen kann sie wegen der hohen Mauern nur nach Voranmeldung besichtigt werden.

## Geschichte
Die Schmalspurbahn ist eine der ältesten Museumseisenbahnen von Irland und wird von der gemeinnützigen Irish Steam Preservation Society betrieben. Sie wurde ehrenamtlich schrittweise von 1969 bis 1982 errichtet.

## Lokomotiven
| Lokomotive | Hersteller                  | Jahr | Serien-Nr. | Foto | Antrieb            | Status                  | Ehemaliger Besitzer       | Ehemaliger Einsatzort   |
| ---------- | --------------------------- | ---- | ---------- | ---- | ------------------ | ----------------------- | ------------------------- | ----------------------- |
| No.2/LM44  | Andrew Barclay              | 1949 | 2264       |      | Dampf              | Betriebsbereit          | Bord na Mona              | Clonsast, Co.Offaly     |
| 15         | William Spence, Dublin      | 1895 |            |      | Dampf              | Im Museum               | Guinness                  | St James’ Gate, Dublin  |
| 4          | Ruston & Hornsby            | 1952 | 326052     |      | Lister HR6         | Betriebsbereit          | Electricity Supply Board  | Portarlington, Co.Laois |
| Nippy      | F.C. Hibberd (Planet)       | 1936 | 2014       |      | National Engine Co | Betriebsbereit          | Mines and Safety Research | Buxton, Derbyshire, UK  |
| (4)        | Ruston & Hornsby            | 1950 | 300518     |      | Lister HR6         | Restaurierungsbedürftig | Electricity Supply Board  | Allenwood, Co. Kildare  |
| LM167      | Ruston & Hornsby            | 1956 | 402978     |      | Gardner 4LW        | Restaurierungsbedürftig | Bord na Mona              | Coolnamona, Co. Laois   |
| LM317      | Simplex Mechanical Handling | 1980 | 60SL742    |      | Lister HR4         | Restaurierungsbedürftig | Bord na Mona              | Coolnamona, Co. Laois   |